# Аташиене
Аташиене (латыш. Atašiene) — населённый пункт в Крустпилсском крае Латвии. Административный центр Аташиенской волости. Находится на региональной автодороге P62 (Краслава — Прейли — Мадона). Расстояние до города Екабпилс составляет около 40 км. По данным на 2016 год, в населённом пункте проживало 303 человека. Есть волостная администрация, детский сад, дома культуры, библиотека, почтовое отделение, католическая церковь. В 1,5 км к югу от села находится железнодорожная станция Аташиене линии Крустпилс — Резекне II. Севернее села протекает река Аташа.

## История
Село находится на территории бывшего поместья Аташиене.
В советское время населённый пункт был центром Аташиенского сельсовета Екабпилсского района. В селе располагалась центральная усадьба совхоза «Аташиене».